# 隱秘長鰭鸚鯛
隱秘長鰭鸚鯛（学名：Pteragogus cryptus），又名隱高體盔魚、荔枝魚、瘦牙、砂遍羅、黃鶯魚、絲仔魚、貓仔魚婆、絲鰭鸚鯛，为輻鰭魚綱鱸形目隆頭魚亞目隆頭魚科高體盔魚屬下的一个种，分布於印度西太平洋區，從紅海至美屬薩摩亞，北起菲律賓，南迄澳洲大堡礁海域，棲息深度2-67公尺，體長可達9.5公分，棲息在珊瑚、藻類生長的礁石區，以底棲性的無脊椎動物為食，生活習性不明，可作為觀賞魚。